# Jiří Winter Neprakta

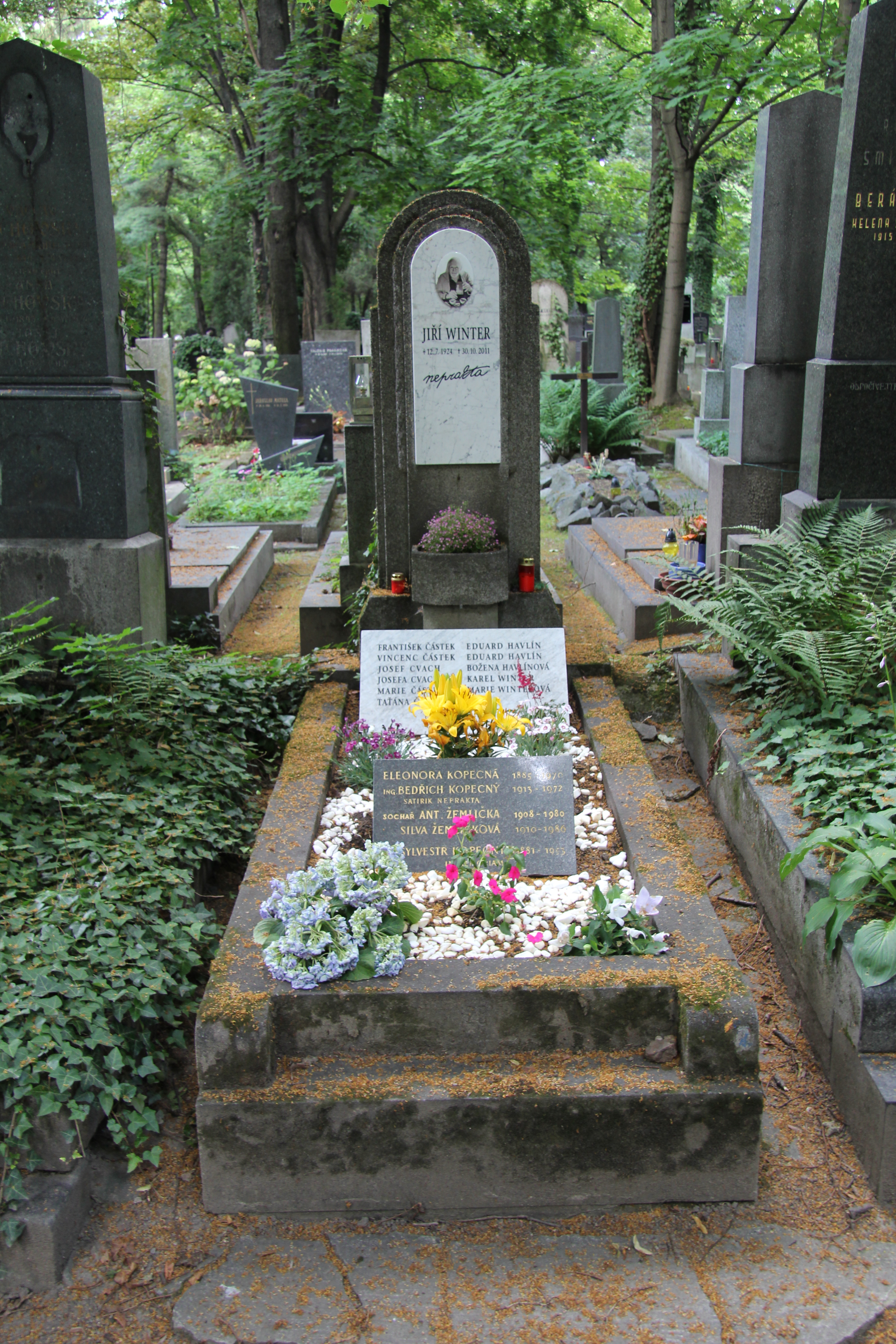
Hrob Jiřího Wintera a Bedřicha Kopecného na Olšanských hřbitovech

Jiří Winter, znám také pod pseudonymem Neprakta (12. července 1924 Praha – 30. října 2011 Praha), byl český kreslíř, karikaturista, ilustrátor a humorista.

## Studium
Po studiích na Reálném gymnáziu pokračoval na Státní grafické škole. Po válce studoval několik semestrů na Přírodovědecké fakultě Univerzity Karlovy.

## II. světová válka
Jiří Winter byl aktivním účastníkem protifašistického odboje, za který mu byl navržen trest smrti. K soudnímu jednání se nedostavil hlavní svědek a soudce, který nechtěl jednání odročovat a bez svědka ho nemohl odsoudit k trestu smrti, snížil trest na šest let v nacistické káznici. Tento trest strávil Jiří Winter v bavorské nacistické káznici Bernau u jezera Chiemsee. Podařilo se mu přežít a po osvobození dojít z vězení pěšky až do Čech.
Po válce se Jiří Winter shledal jen se svou matkou, jeho otce umučilo gestapo při výslechu na Pankráci, zbytek jeho rodiny zahynul v Osvětimi.
Jiří Winter byl členem Českého svazu bojovníků za svobodu a nositelem medaile za protifašistický odboj. Svou odbojovou činností se nikdy nechlubil.

## Dílo

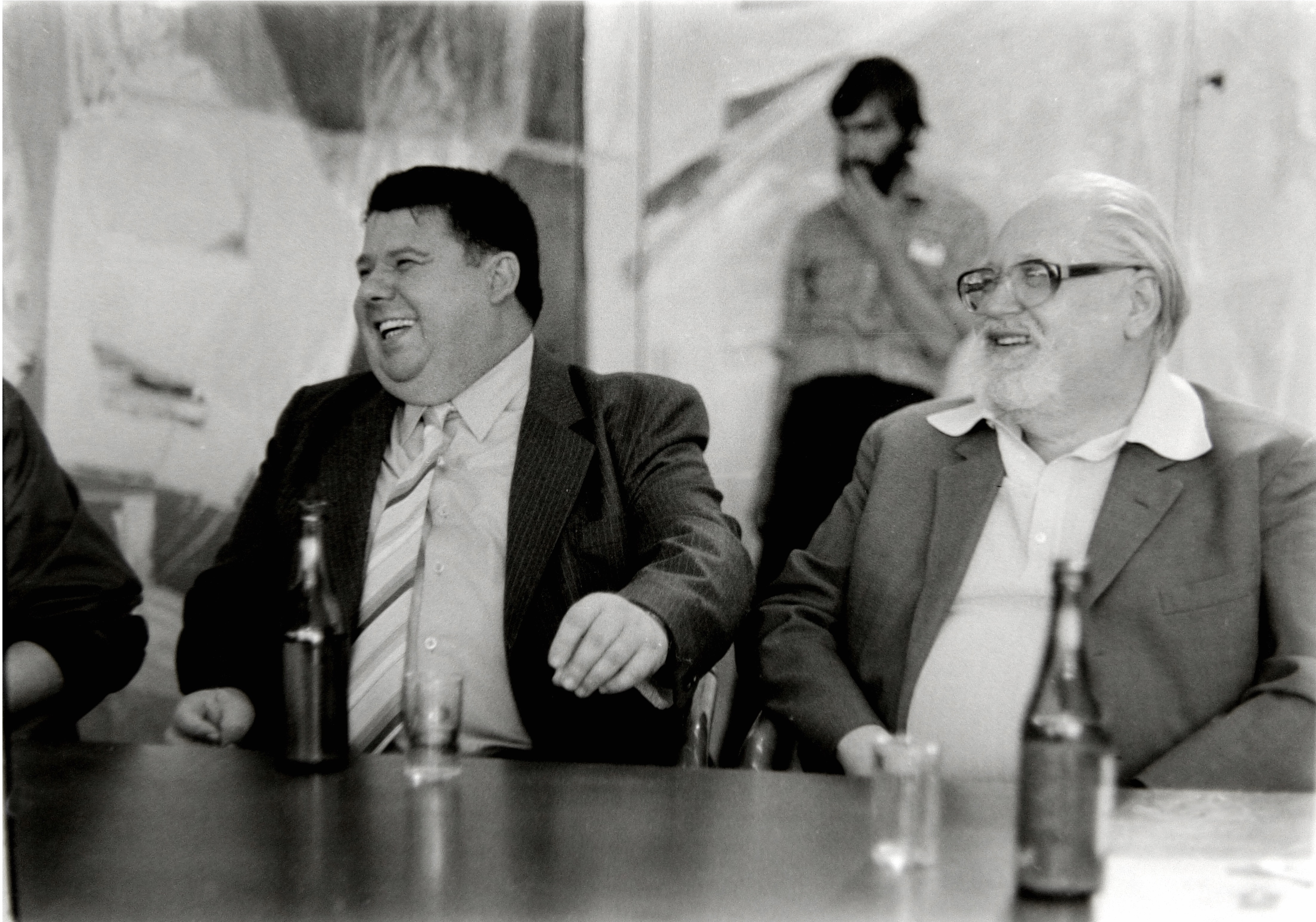
Jiří Winter Neprakta (vpravo) s Miloslavem Švandrlíkem na akci časopisu Dikobraz

Jiří Winter byl velmi plodný autor, který za svůj život nakreslil více než 35 000 kreslených vtipů (je uveden v Guinnessově knize rekordů /2001/) a ilustroval stovky humoristických knih. Věnoval se i animovanému filmu, knižním ilustracím a návrhům hraček.
Kromě 35 tisíc kreslených vtipů a dalších kreseb v podobně knižních ilustrací vytvořil Jiří Winter přibližně 10 tisíc obrázků pro televizi, pro film, pro reklamní průmysl, byl autorem četných plakátů a letáků.
Svoji uměleckou dráhu zahájil v roce 1948 a po mnoho let tvořil uměleckou dvojici Neprakta s námětářem Bedřichem Kopecným. Později spolupracoval s českým spisovatelem a humoristou Miloslavem Švandrlíkem. Oba patřili mezi hlavní autory československého satirického a humoristického časopisu Dikobraz. Jiří Winter byl hlavním ilustrátorem knih Miloslava Švandrlíka, společně např. vytvořili několik knih o dvou žácích Kopytovi a Mňoukovi a několik knih o majorovi Haluškovi řečenému Terazky. Od roku 1994 kreslil Jiří Winter vtipy na náměty Emila Schneidera.
Roku 1957 se zúčastnil první výstavy skupiny Máj 57. Spolu s Bedřichem Kopecným, Jaroslavem Weigelem, Karlem Neprašem, Adolfem Bornem a dalšími byl členem uměleckého spolku Polylegran.
Jiří Winter začínal jako ilustrátor odborných přírodovědných knih (původně chtěl být přírodovědcem, nikoliv výtvarníkem), později ilustroval několik set knih zábavných a vědecko-populárních. Mimo to se zabýval divadelní i filmovou tvorbou (návrhy kostýmů, scén, kulis) – z této oblasti patří k jeho nejznámějším počinům například film Šíleně smutná princezna a Rakev ve snu viděti... nebo divadelní hry Těžká Barbora a Osel a stín. Spolupracoval též s Laternou magikou na přípravě nového programu.
S Janem Werichem Jiřího Wintera nepojila pouze dlouholetá spolupráce, ale i stejně dlouholeté osobní přátelství, právě tak jako s Jiřím Trnkou, s nímž spolupracoval Jiří Winter v oblasti animovaného filmu. Stejně tak se přátelil i se spisovatelem Bohumilem Hrabalem, Jiřím Suchým, Miroslavem Horníčkem nebo se zakladatelem a prvním ředitelem Západočeské galerie v Plzni Oldřichem Kubou.
Jiří Winter byl též autorem několika komiksů pro děti (a jedním z průkopníků tohoto typu výtvarné tvorby u nás), neúnavným návštěvníkem přírodovědných kroužků, kde pořádal besedy s dětmi a iniciátorem (a posléze členem porot) mnoha přírodovědných soutěží a dalších aktivit v oblasti poznávání a ochrany přírody. Jeho zásluhou začal studovat přírodovědu MVDr. Přemysl Rabas, nynější ředitel ZOO Dvůr Králové nad Labem a aktivní ochránce přírody a životního prostředí, s nímž se Jiří Winter při jedné takovéto soutěži seznámil.
Málo známá a přitom neobyčejně záslužná je též Winterova činnost antropologická, neboť antropologie (společně s historií, orientalistikou a přírodovědou) byla dalším oborem, v němž měl tento renesanční člověk neobyčejné znalosti, které aktivně užíval při své práci. Dlouholetá spolupráce s profesorem Emanuelem Vlčkem, naším předním antropologem světového formátu, vyústila v sérii antropologických portrétů našich historických osobností (např. Karla IV.), jejichž kosterní pozůstatky profesor Vlček zkoumal. Jedním z nejzajímavějších děl z této oblasti je portrét Zdislavy z Lemberka, který Jiří Winter vytvořil na přání papeže Jana Pavla II. pro Kongregaci pro blahořečení a svatořečení před svatořečením tehdy blahoslavené Zdislavy z Lemberka.
Mimo tuto výtvarnou činnost byl Jiří Winter též vynikajícím orientalistou a sběratelem, jehož sbírky si často půjčovalo Národní muzeum i Náprstkovo muzeum k vystavení.
Aktivně se podílel na ochraně přírody a životního prostředí, mimo jiné byl několik let předsedou pražského Spolku ochránců zvířat.
Jiří Winter byl jedním z nejvýraznějších a veřejnosti nejznámějších výtvarníků dvacátého století. Jeho výtvarná tvorba v oboru karikatury má navíc jednu zvláštnost, v oblasti karikatury a kresleného humoru ojedinělou přírodovědnou a historickou přesnost. Pokud nakreslil Jiří Winter živočicha či rostlinu, jejich zobrazení přesně odpovídalo realitě do nejmenších detailů. Stejně tak je tomu u zobrazování historických reálií. Encyklopedické znalosti, užívané ve výtvarné tvorbě, byly pro Jiřího Wintera charakteristické a mezi přáteli mu vysloužily přezdívku chodící „slovník naučný“.

## Společenské hry a hračky Jiřího Wintera
Jiří Winter pro děti navrhoval stolní hry, hračky (např. populární houpací koníky a houpací kohouty, kteří se v nezměněné podobě vyrábějí více než půl století).
- Magnetická křižovatka
- Raketou do vesmíru[10]
- Dobývání hradu
- Obrázkové loto[11]
- Zahradní restaurace
- Veselé cestování Spejbla a Hurvínka
- Sběr léčivých bylin
- Kdo jinému jámu kopá
- Smolíček pacholíček[12]
- Detektiv[13]
- Dlouhý, Široký a Bystrozraký[14]
- Dědeček automobil vítězí[15]
- Ostrov pokladů
- Pohádkový kubus (6 pohádek)
- Houpací kohout[9]
- Houpací kůň[8]
- Houpací slon

## Vznik pseudonymu „Neprakta“
Po válce začal psát s autorem námětů Bedřichem Kopecným drobné humoristické články do novin a časopisů. Jakmile zahájili společnou tvorbu, vymysleli si onen známý pseudonym Neprakta. Jeho vznik vysvětluje Jiří Winter ve svých vzpomínkách takto:
| „                                           | …v roce 1948 jsme při lahvi ovocného vermutu dohodli, že založíme podnik na výrobu kresleného humoru. Vymyslet jméno firmy nebylo těžké. Po Vítězném únoru začaly vznikat národní a družstevní podniky s názvy jako Masna, Druča, Obuna, Chemodroga, Vodotechna a další zkomoleniny končící písmenem ‚a‘. Noviny si nemohly vynachválit tuto vymoženost, soudily, že když si někdo chce koupit deset deka salámu a vidí kolem sebe nápisy ‚Prodej uzenin‘, ‚Řezník a uzenář‘, ‚Uzeniny‘, ‚Maso, sádlo, uzeniny‘, ‚Výroba uzenin‘, je úplně zmaten a neví, kam vlézt. Kdežto krásný a jednotný název ‚Masna‘ ho nenechá na pochybách, že je to ten obchod, který hledal. Jak praktické! A protože my jsme chtěli prodávat něco, co nikdo moc nechtěl, co byl v tom osmačtyřicátém roce nápad vskutku nepraktický, založili jsme firmu Neprakta. Dnes už nikdo neví, že to bylo míněno jako firma, a já na to jméno slyším. | “ |
| — (Úryvek z knihy ‚Na návštěvě u Neprakty‘) | |   |

## Ocenění
Dne 1. května 1981 byl Jiřímu Winterovi udělen titul Zasloužilého umělce; paradoxně přesto, že komunistický režim ČSSR mu ztrpčoval život, například pro jeho spolupráci s Miloslavem Švandrlíkem na knize Černí baroni.
V květnu 1983 byla Jiřímu Winterovi udělena Cena národního výboru hl. m. Prahy za „společensky angažovanou tvůrčí práci v oblasti karikatury a kresleného humoru“.
1. května 1988 udělila salonní akademie kresleného humoru Jiřímu Winterovi čestný titul HUDr. (Doctor Humoris Causa).
16. března 2001 byl do České databanky rekordů zaevidován údaj o vytvoření českého rekordu Nejvíce uveřejněných kreslených vtipů. Certifikát byl Jiřímu Winterovi slavnostně předán 9. června 2001 v rámci 11. ročníku festivalu Pelhřimov – město rekordů.
V roce 2004 udělila Česká unie karikaturistů Jiřímu Winterovi Řád bílé opice za celoživotní přínos české karikatuře.
Dne 18. ledna 2024 udělilo Hnutí Brontosaurus Jiřímu Winterovi osvědčení o přijetí Síně slávy Ekofóru za jeho mnohaletou účast v soutěži a celoživotní zápal o ochranu přírody.

## Neoprávněná evidence StB
V roce 2010 se objevila neověřená zpráva o spolupráci Jiřího Wintera s StB pod krycím jménem Gráf. Jeho evidence v archivech StB byla předmětem soudního jednání. Neprakta se krátce před svou smrtí domohl rozsudku, který potvrzoval, že byl v materiálech bývalé Státní bezpečnosti evidován neoprávněně.

## Nadační fond Jiřího Wintera – Neprakty
V roce 2022 byl založen Nadační fond Jiřího Wintera – Neprakty, jehož účelem je soustředění a ochrana veškerého díla Jiřího Wintera – Neprakty a jeho sbírek, péče o ně, rozšiřování sbírek, nákupy, prezentace formou výstav, besed, komentovaných prohlídek a projekcí a založení a provozování muzea Jiřího Wintera – Neprakty s doplňkovými expozicemi o historii Ořechovky a jejích osobnostech, zejména o prvním vlastníkovi vily architektu Aloisu Kubičkovi.

## Vzpomínkové akce na Jiřího Wintera – Nepraktu
Nadační fond Jiřího Wintera – Neprakty se rozhodl připojit k pravidelným vzpomínkovým akcím u hrobu Jiřího Wintera – Neprakty, které pořádá jeho manželka Daniela (dcera Oldřicha Kuby, zakladatele a prvního ředitele Západočeské galerie v Plzni).
24. dubna – u příležitosti svátku Sv. Jiří
12. července – u příležitosti dne narození Jiřího Wintera – Neprakty (* 1924)
30. října – u příležitosti dne úmrtí Jiřího Wintera – Neprakty (+ 2011)
Správa pražských hřbitovů pořádá komentované procházky Olšanskými hřbitovy s názvem „Malíři a výtvarníci.“ V rámci těchto procházek se účastníci zastavují též u hrobu Jiřího Wintera – Neprakty a Bedřicha Kopecného, který se nachází nedaleko nové obřadní síně Olšanských hřbitovů v úseku IX, oddělení 10a, hrob č. 23.

## Citáty
| „ | Hladina oblečení či spíše neoblečení mých dívek, tedy to, co se smí či nesmí odhalovat, závisí na současné politické situaci. Když je relativně klidná, mohou být kresleny docela nahé. Stoupá-li politické napětí, mohou být sice nahoře bez, ale od pasu dolů musí být zahaleny. A při krizové situaci, ať již celosvětové či domácí, musí být upjaty až ke krku. | “ |

| „ | Nejradši maluju situace. Pokud možno vyhraněné. Musí se něco dít. Člověk na takovém obrázku má stát tváří v tvář proti osudu. Odsouzenec proti katovi, vojevůdce bez vojska proti přesile nepřátel, dívka, která přišla pozdě domů proti rozzuřenému tatínkovi. A v tu chvíli musí ten, kdo je poražený nebo ten, kdo poráží, říci něco, co celou situaci změní v legraci… | “ |

| „ | Vždycky se mi líbil citát anglického filozofa Elberta Hubbarda: ‚Neberte život příliš vážně, stejně z něj nevyváznete živí.‘ Dalo by se říct, že ten citát byl mým celoživotním krédem. | “ |

## Knihy

### Knihy, jejichž autorem je Jiří Winter
- Motivy z amfor[20], 1960, Mladá Fronta, s Wernerem Formanem
- 106 od Neprakty[21], 1961, Krajské nakladatelství (Havlíčkův Brod)
- Třináctero návštěv[22], 1963, Východočeské nakladatelství
- Špehýrky[23], 1969, Vysočina
- Männer im Harnisch[24], 1971, Dausien Verlag.
- Sek a Zula[25], 1971, Mladá Fronta, s Miloslavem Švandrlíkem
- Neprakta – Výstava kresleného humoru a ilustrací, 1980, Galerie hlavního města Prahy, s Bohumilem Hrabalem a Miloslavem Švandrlíkem
- 929× Neprakta[26], 1984, Práce
- EkoNeprakta[27], 1988, Správa Krkonošského národního parku
- Neuvěřitelné příhody žáků Kopyta a Mňouka[28], 1991, Olympia, s Miloslavem Švandrlíkem
- Nepraktův atlas sexu[29], 1994, Artemis, s MUDr. Radimem Uzlem, CSc.
- Nepraktův erotický depozitář[30], 1998, HAK – Humor a kvalita, s Ladislavem Bezděkem
- Na návštěvě u Neprakty[31], 2002, Petrklíč
- Z archívů krále humoru[32], 2002, Epocha, s Emilem Schneiderem
- Z archívu krále humoru 2[33], 2003, Epocha, s Miloslavem Švandrlíkem
- S Nepraktou v hospůdce[34], 2007, Epocha
- Tučná linka černou tuší[35], 2012, Epocha, s Jaroslavem Kopeckým
- Nepraktovi muži v plechu[36], 2014, Epocha, s Bedřichem Kopecným
- Kouzelný míč[37], 2016, Filip Konečný, s Miloslavem Švandrlíkem
- Velká kniha vtipu[38], 2017, Cosmopolis (Grada)

### Knihy, které Jiří Winter ilustroval
- Máchorky[39], Ilona Daňková, 1964, Krajské nakladatelství (České Budějovice)
- Epigramy: 12 pohlednic, Karel Havlíček Borovský 1966, Okresní museum Havlíčkův Brod
- Černí baroni aneb Válčili jsme za Čepičky[40], Miloslav Švandrlík, 1969, Vysočina
- Mořský vlk a veselá vdova aneb proti všem[41], Miloslav Švandrlík, 1970, Vysočina
- O slušném chování[42], Milena Majorová, 1970, SPN – pedagogické nakladatelství (SPN – Státní pedagogické nakladatelství)
- Praha plná strašidel[43], Miloslav Švandrlík, 1970, Pragopress – ČTK
- Hrdinové a jiní podivíni, Miloslav Švandrlík, 1972, Středočeské nakladatelství
- Anekdoty z dávných dob, Václav Holub, 1973, Lidové nakladatelství
- Anekdoty s Nepraktou, Václav Holub, 1973, Lidové nakladatelství
- Jak jsem zachránil fotbalovou republiku: neuvěřitelné vyprávění o podivuhodných dobrodružstvích leningradského pionýra Gennadije Stratofontova, který se ve škole dobře učil a vyznal se v tlačenici, Vasilij Pavlovič Aksenov, 1975, Olympia
- V pátek se koupeme, Kurt David, 1979, Lidové nakladatelství
- Doktor od Jezera hrochů[44], Miloslav Švandrlík, 1980, Mladá fronta
- 99 národních specialit sovětské kuchyně[45], Miloslav Švandrlík, Alena Vlčková & kolektiv autorů, 1981, Lidové nakladatelství
- Anekdoty z ateliérů, Jan Holub, 1981, Lidové nakladatelství
- Když Krakonoš nekouká, František Janalík, 1981, Plot
- Houby v kuchyních světa, Jiří Baier, 1981, Práce
- Přežijí muži rok dva tisíce?[46], Jaromíra Kolárová, 1982, Československý spisovatel

- Dívka na vdávání[47], Miloslav Švandrlík, 1983, Mladá Fta
- Strašidla a krásné panny[48], Zdeněk Šmíd, 1983, Západočeské nakladatelství
- Blahoslavený sládek - kapitoly z dějin piva[49], Josef Staněk, 1984, Práce
- Brevi racconti di un grande maestro : [výbor satirických povídek], Jaroslav Hašek, 1984, Orbis
- Chemie na zahrádce, Jaroslav Zapletal & kolektiv autorů, 1984, SZN - Státní zemědělské nakladatelství
- Kleine Erzählungen eines grossen Meisters, Jaroslav Hašek, Jaroslav Machaň, Radko Pytlík, 1984, Orbis
- In pivo veritas, Boris Andrejevič Grušin, 1985, Merkur

- 3x 99 specialit sovětské kuchyně[50], Miloslav Švandrlík, Alena Vlčková, Oldřich Dufek & kolektiv autorů, 1986, Lidové nakladatelství
- Starosti korunovaných hlav[51], Miloslav Švandrlík, 1986, Středočeské nakladatelství a knihkupectví
- Epištoly k nesmělým kuřákům, Jiří Kandus, 1987, Avicenum
- Epištoly k smělým kuřákům, Jiří Kandus, 1988, Avicenum
- Lékař léčí, příroda uzdravuje[52], Jiří Noha, 1987, Avicenum
- Ženské otazníky[53], MUDr. Radim Uzel, CSc., 1987, Práce
- Průpovídky ze špitálu[54], Jiří Noha, 1989, Naše Vojsko
- Šance jako hrom[55], Miloslav Švandrlík, 1989, Mladá fronta
- Člověk na celý život[56], Zuzanna Celmerová, 1990, Avicenum
- Dívčí válka[57], František Ringo Čech, 1990, Severočeské nakladatelství
- Injekce, které nebolí[58], MUDr. Svatopluk Káš, CSc., 1990, Středočeské nakladatelství a knihkupectví
- Kalendář pravidel pro manžele, snoubence a rodiče[59], František Pávek, 1990, Mladá fronta
- Veselá akupunktura[60], Vladko Bydžovský, 1990, Jihočeské nakladatelství
- Humor pod okapem : Soubor 48 humoristických povídek, Luboš Forejt, 1991, Art Agency Rapin
- Ještě máme co jsme chtěli[61], Miloslav Švandrlík, 1991, Rozmluvy
- Lásky černého barona[62], Miloslav Švandrlík, 1991, Práce
- Nechoďte k nám na večeři – hubneme![63], Jiřina Stoklasová, 1991, Petit (Ostrava)

- Poručíme větru dešti aneb v bouři kulturní revoluce[64], Miloslav Švandrlík, 1991, Česká expedice
- Rakev do domu[65], Miloslav Švandrlík, 1991, SNTL – Státní nakladatelství technické literatury
- Říkali mu Terazky[66], 1991, Miloslav Švandrlík, 1991, Naše Vojsko
- Tlustý muž pod Jižním křížem[67], Miloslav Švandrlík, 1991, Magnet Press
- Žáci Kopyto a Mňouk na stopě[68], Miloslav Švadrlík, 1992, Naděje (Praha)

- Osudy dobrého vojáka Švejka po druhé světové válce[69], Josef Jaroslav Marek, 1992, Jan
- Unesli Mňouka, Baskerville![70], Miloslav Švandrlík, 1992, Petrklíč
- Kniha kuchařských zajímavostí 1.[71], Jaroslav Vašák, 1993, RO-TO-M
- Pět sekyr poručíka Hamáčka[72], Miloslav Švandrlík, 1993, Naše Vojsko
- Žáci Kopyto a Mňouk opět zasahují[73], Miloslav Švandrlík, 1993, Ametyst
- Když se smějí paragrafy[74], Ivo Jahelka, 1994, Madagaskar
- Gehe, 1996, Petr Juřena, 1995, nezjištěno, kalendář s výběrem karikaturistů
- Kdo se bojí, nesmí na hřbitov[75], Miloslav Švandrlík, 1995, XYZ
- Kopyto, Mňouk a mimozemšťané[76], Miloslav Švandrlík, 1995, Madagaskar
- Kuchařka nejen na neděli: Jednou v roce na Vánoce, Jaroslav Vašák, 1995, Turpress
- Kuchařka nejen na neděli: Levné letní pokrmy a saláty, Jaroslav Vašák, 1995, Turpress
- Kuchařka nejen na neděli: Maso pokaždé jinak, Jaroslav Vašák, 1995, Turpress
- Kuchařka nejen na neděli: Vánoční cukroví a nápoje, Jaroslav Vašák, 1995, Turpress
- Kuchařka nejen na neděli: Vaříme, pečeme, smažíme a připravujeme kuře, Jaroslav Vašák, 1995, Turpress
- Kuchařka nejen na neděli: Aneb jak vaří čerti, Jaroslav Vašák, 1996, Turpress
- Kuchařka nejen na neděli: Polovegetariánská kuchyně, Milan Haluška, 1996, Turpress
- Kopyto, Mňouk a tajemství džungle[77], Miloslav Švandrlík, 1996, Madagaskar
- Kopyto, Mňouk a maharadžova pomsta[78], Miloslav Švandrlík, 1996, Madagaskar
- Kopyto, Mňouk a lesní netvor[79], Miloslav Švandrlík, 1996, Madagaskar
- Válka skřetů[80], Miloslav Švandrlík, 1996, Naše Vojsko
- Kuchařka nejen na neděli: Připravujeme zvěřinu, Jaroslav Vašák, 1996, Turpress
- Kuchařka nejen na neděli: Bramborová jídla, Jaroslav Vašák, 1997, Turpress
- Kuchařka nejen na neděli: Osvědčené rady do kuchyně, Jaroslav Vašák, 1997, Turpress
- Kuchařka nejen na neděli: Vaříme dětem, Jaroslav Vašák, 1997, Turpress
- Kopyto, Mňouk a divá Elvíra[81], Miloslav Švandrlík, 1997, Madagaskar
- Kopyto, Mňouk a vesmírná brána[82], Miloslav Švandrlík, 1997, Madagaskar
- Kuchařka nejen na neděli: Pomazánky, Jaroslav Vašák, 1997, Turpress
- Bernský salašnický pes[83], Hans Räber, 1997, Dona
- Draculův zlověstný doušek[84], Miloslav Švandrlík, 1997, Madagaskar
- Jak jsem lezl Krakonošovi do zelí[85], František Janalík, 1997, LIT - Poligrafia
- Robot Emil znovu nastupuje[86], 1997, Jiří Melíšek, Eminent
- Kopyto, Mňouk a Indiáni[87], Miloslav Švandrlík, 1998, Madagaskar
- Kopyto, Mňouk a ohnivý myslivec[88], Miloslav Švandrlík, 1998, Madagaskar
- Kuchařka nejen na neděli: Minutky z čínské a asijské kuchyně, Jaroslav Vašák, 1998, Turpress
- Kuchařka nejen na neděli: Ovocné a zeleninové pokrmy, Jaroslav Vašák, 1998, Turpress
- Kuchařka nejen na neděli: Připravujeme guláše, Jaroslav Vašák, 1998, Turpress
- Kuchařka nejen na neděli: Sváteční jídla a moučníky, Jaroslav Vašák, 1998, Turpress
- Minimum na cesty[89], Ilona Borská, Ivo Štuka, 1998, Olympia
- Černí baroni po čtyřiceti letech[90], Miloslav Švandrlík, 1998, Camis
- Černí baroni. V., Kam to kráčíš, Kefalíne?, aneb, Ještě máme, co jsme chtěli, Miloslav Švandrlík, 1999, Camis
- Kopyto, Mňouk a únos policajtovy ženy[91], Miloslav Švandrlík, 1999, Madagaskar
- Kopyto, Mňouk a ryšavý upír[92], Miloslav Švandrlík, 1999, Madagaskar
- Kopyto, Mňouk a Akta X[93], Miloslav Švandrlík, 1999, Madagaskar
- Růžové sny pilného hňupa aneb Poručíme větru dešti...[94], Miloslav Švandrlík, 1999, Camis
- Kopyto, Mňouk a černá magie[95], Miloslav Švandrlík, 1999, Madagaskar
- Černí baroni těsně před kremací[96], Miloslav Švandrlík, 1999, Camis
- Deset pozdravů z Plzně: 10 x přední českoslovenští karikaturisté, Jiří Winter Neprakta  [et al.], 1999, Allan 13
- Čínská kuchařka, Antonín Jakeš, Lü Yong-zhu, 2000, Dona
- Jak se seznámit snadno a rychle : příručka pro nezadané od 18 do 81 let, Jan Štětina, 2000, Archa 90
- Kopyto, Mňouk a konec světa[97], Miloslav Švandrlík, 2001, Madagaskar
- Avantýry zámeckého pána[98], Vladimír Cerha, 2002, Plot
- Když lovce miluje Diana[99], František Janalík, 2002, Nuga
- Krkonošská kuchařka[100], Jiří Marhold, 2002, Ikar
- Manželství a jiné pohromy[101], Radka Skácelová, 2002, Triton

- Terazky na Hrad[102], Miloslav Švandrlík, 2002, Camis
- Terazkyho poslední džob[103], Miloslav Švandrlík, 2002, Camis
- Kopyto, Mňouk a keltští duchové[104], Miloslav Švandrlík, 2002, Madagaskar
- Kopyto, Mňouk a hromada zlata[105], Miloslav Švandrlík, 2003, Madagaskar
- Antikuchařka aneb žvanec – náš úhlavní nepřítel[106], Miloslav Švandrlík, 2003, Camis
- Černý baron od Botiče aneb Miloslav Švandrlík o sobě[107], Miloslav Švandrlík, 2003, Camis
- Dráculův temný stín[108], Miloslav Švandrlík, 2003, Epocha
- Rozmarná zelená krev[109], František Janalík, 2003, Plot
- Terazky v tunelu doktora Moodyho[110], Miloslav Švandrlík, 2003, Camis
- Dospělým vstup zakázán[111], MUDr. Miroslav Plzák, CSc., 2003, Státní pedagogické nakladatelství
- Vaříme s Jiřím Wintrem-Nepraktou[112], Jaroslav Vašák, 2003, Hart
- Velká ilustrovaná encyklopedie sexy anekdot[113], Jiří Plachetka, 2003, Levné knihy
- Biftek s oblohou: 300 nejlepších anekdot z Velké Británie, Pavel Jeřábek, 2004, Plot
- Černí baroni II., Říkali mu Terazky, aneb Šest půllitrů u Jelínků, Miloslav Švandrlík, 2004, Camis
- Kopyto, Mňouk a náměsíčníci[114], Miloslav Švandrlík, 2004, Madagaskar
- 100 nejlepších hororů[115], Miloslav Švandrlík, 2004, Epocha
- Hříšníci hor krkonošských,[116], František Janalík, 2004, Plot
- Kopyto a Mňouk v jihlavských katakombách[117], Miloslav Švandrlík, 2004, Madagaskar
- Jak byli vyhubeni draci v Čechách[118], Miloslav Švandrlík, 2004, Epocha
- Někdo to rád jinak[119], Rudolf Čechura, 2004, Camis
- Czarni baronowie,albo, Walczyliśmy za Čepički, Miloslav Švandrlík 2005, Ikar
- Antikuchařka aneb žvanec – náš úhlavní nepřítel[106], Miloslav Švandrlík, 2005, Camis
- Kopyto, Mňouk a stříbrňáci[120], Miloslav Švandrlík, 2005, Madagaskar
- Jak to, že jsme tady[121], Miloslav Švandrlík, 2005, Knižní klub, Epocha
- Proč se to říká?[122], Miloslav Švandrlík, 2005, Epocha
- S humorem na suchary: politické i nepolitické fejetony k zasmání i pláči z dávné i nedávné doby o lidech známých i neznámých[123], Jindřich Lion, 2005, Akcent
- Stoletý major Terazky[124], Miloslav Švandrlík, 2005, Camis
- Nesmiřitelný Terazky, Miloslav Švandrlík, 2005, Camis
- NEPRAKTYcká historie[125], Miloslav Švandrlík, 2006, Epocha
- S Nepraktou za zvířenou[126], Miloslav Švandrlík, 2007, Epocha
- S Nepraktou v mokrém živlu[127], Miloslav Švandrlík, 2008, Epocha
- S Nepraktou u výprasku[128], Miloslav Švandrlík, 2008, Epocha
- Hrdinové a nebojsové[129], Miloslav Švandrlík, 2008, Epocha
- Lásky komické a tragické[130], Miloslav Švandrlík, 2008, Epocha
- Živil mě sex[131], Jiří Miller, 2008, Epocha
- Draculův švagr[132], Miloslav Švandrlík, 2009, XYZ
- Lázenští Asklépiové a jejich pacienti[133], Balnearius, 2009, Knihy 555
- 100 legend z hradů, měst a katakomb[134], Miloslav Švandrlík, 2010, Epocha
- Album strašidel a děsuplných přízraků[135], Jaroslav Kopecký, 2010, Epocha
- Nové příběhy Seka a Zuly[136], Miloslav Švandrlík, 2010, Epocha
- Dráculův poslední doušek[137], Miloslav Švandrlík, 2011, Epocha
- Hambaté anekdoty[138], Václav Vlk, 2011, Levné knihy
- Kam se na nás život hrabe[139], Pavel Kravěc, 2012, Nová Forma
- Kuchyně mnoha tváří[140], Jaroslav Kopecký, Vladimír Suchý, 2013, Arista Books
- Cesty za romantikou a erotikou[141], MUDr. Radim Uzel, CSc., 2014, Epocha
- Staré říkanky české[142], Jiří Teper, 2016, Vega-L
- Neprakta[143], Pavel Ryška, 2016,Galerie výtvarného umění v Chebu
- Tajemný svět strašidel[144], Jiří Pecha, 2016, Beránek knihy
- Čertova bažina[145], Miloslav Švandrlík, 2017, Epocha
- Svlékněte se, prosím![146], Jiří Noha, 2019, Epocha
- Kočkolásky aneb kniha o kočkách a pro kočky, Lucie Gebouská, 2021, Nová vlna
- Zlatá kniha komisů Neprakty a Švandrlíka[147], Miloslav Švandrlík, 2022, XYZ

### Knihy o Jiřím Winteru-Nepraktovi
- Český kreslený humor dvacátého století[148], Radko Pytlík, 1988, Odeon
- Průšvihy firmy Neprakta[149], Oldřich Dudek, 1997, Oskar Gag

- Hovory s Nepraktou[150], Helen Valentová, Jiří Müller, 2008, Naše Vojsko

- Pamlsky firmy Neprakta[151], Pavel Šmidrkal, 2019, Nová tiskárna Pelhřimov

## Televizní pořady, kde je Jiří Winter hostem
- 2009 Retro (Česká televize)
- 2008 Třináctá komnata Jiřího Wintera – Neprakty (Česká televize)
- 2003 Toulavá kamera (Česká televize)
- 2002 Osobnosti okolo obrazovky (Česká televize)
- 2001 Barvy života (Česká televize)
- 1998 Nikdo není dokonalý (TV Prima)
- 1991 Telefony (Československá televize)
- 1986 Manželský pětiboj (Československá televize)
- 1983 Sejdeme se za radnicí (Československá televize)
- 1981 Čemu se směji Jiří Winter – Neprakta (Československá televize)

## Filmy, televizní pořady a divadelní hry, na kterých Jiří Winter spolupracoval

### Filmy
- 1960 Červená aerovka[152]
- 1961 Neodpočívej v pokoji[153]
- 1963 Poselstvo krále Jiříka[154]
- 1964 Hra o naftu[155]
- 1964 Sparta – Slavia[156]
- 1966 Pražská strašidla[157]
- 1968 Rakev ve snu viděti...
- 1968 Šíleně smutná princezna
- 1976 Hadrián z Římsu[158]
- 1982 Když rozvod, tak rozvod
- 1982 Příště budeme chytřejší, staroušku!
- 1986 Španělská paradentóza[159]
- 1995 Divoké pivo

### Televizní pořady
- 1987 Receptář nejen na neděli (Československá televize)

### Divadelní hry
- Osel a stín
- Těžká Barbora
- On a jeho žena
- Plný notes anekdot
- Úderka – vesele do žní
- Melodie letního podvečera
- Tramp Kokrnoha
- U Táboráku
- Jeden všecko nestačí
- Vzhůru po Rio Botičo
- Kam s flintou
- Smějeme se se Setlery již 30 let
- Nanebevzetí plukovníka Heiliga
- Krvavý Bill a viola
- Robot Emil
- Raubíř a jeho dítě
- Nebojte se, jsem jen upír!

- Vzhůru na nebesa
- 1. kabaretní pásmo Divadélka Paraván
- Limonádový Joe
- Mamselle Nitouche
- Šediny páně Casanovy

- Ženichové
- Černí baroni aneb Muzeum stalinismu

### Poznámka
1. ↑  Databáze Národní knihovny ČR obsahuje 272 položek českých či cizojazyčných knih, jejich autorem či ilustrátorem je Jiří Winter. Část z těchto položek jsou však opakovaná vydání.